# Rupert Graves

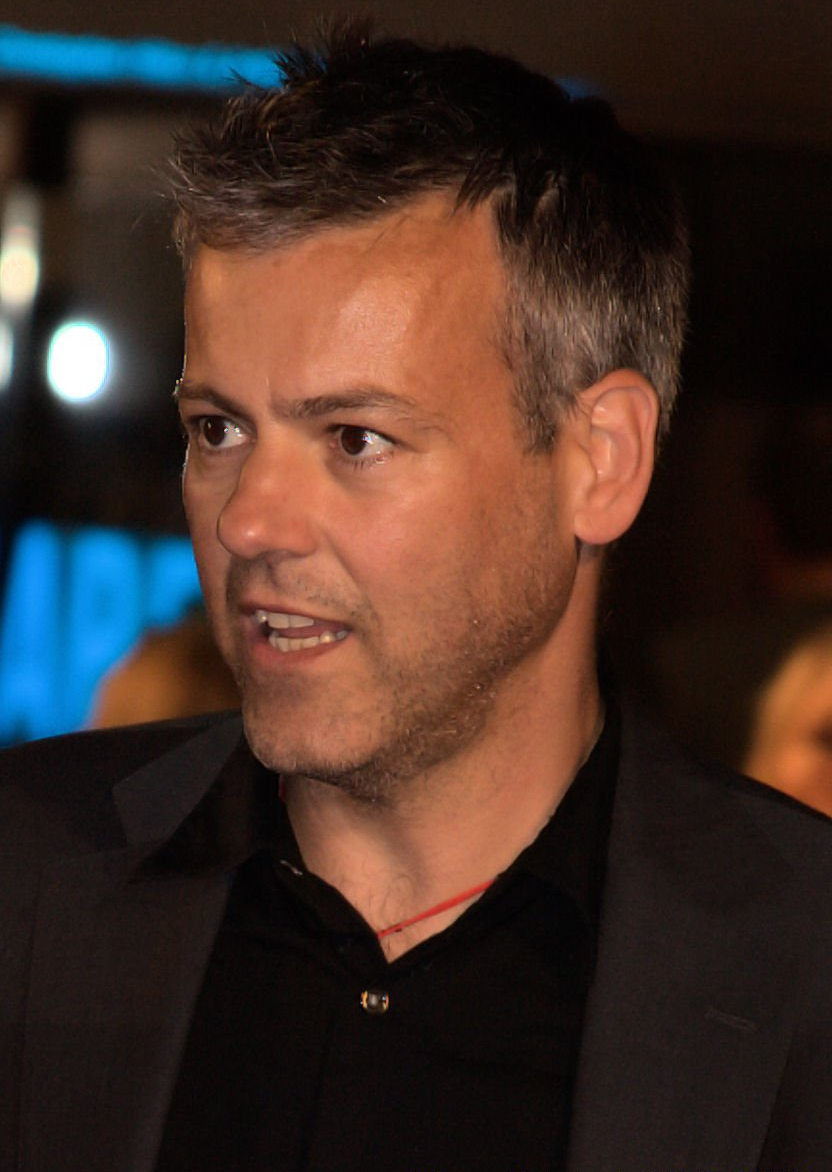
Rupert Graves (2010)

Rupert Simeon Graves (* 30. Juni 1963 in Weston-super-Mare, Somerset, England) ist ein britischer Schauspieler.

## Leben und Werk
Graves wurde 1963 als Sohn von Mary Lousilla Graves und Richard Harding geboren. Er hatte eine wilde Jugend als Provinzpunk und tat sich bei der Einhaltung von Regeln schwer. Sein erster Job nach Beendigung der Schule war ein Gelegenheitsjob als Zirkusclown. Im Alter von 15 Jahren bekam er eine kleine Rolle in der britischen Kultserie Return of the Saint. Kurz darauf spielte er den Yan in einer Adaption von Enid Blytons Fünf Freunde. 1983 gab Graves sein Schauspieldebüt am Theater und 1985 erhielt er seine erste kleinere Kinorolle in dem Erfolgsfilm Zimmer mit Aussicht von James Ivory. Darauf folgte dann seine zweite Kinorolle in Maurice, für die er auch heute noch bekannt ist. Graves spielte seitdem in zahlreichen Kino- und Fernsehproduktionen. Auch am Theater in London und New York ist er des Öfteren zu sehen. Seit 2010 spielt er in der BBC-Fernsehserie Sherlock die Rolle des Inspector Lestrade.
Graves ist verheiratet und hat fünf Kinder: drei Söhne und zwei Töchter.

## Filmografie (Auswahl)
- 1978: Simon Templar – Ein Gentleman mit Heiligenschein (Return of the Saint, Fernsehserie, Folge 1x07)
- 1979: Fünf Freunde (The Famous Five, Fernsehserie, Folgen 2x12–2x13)
- 1985: Zimmer mit Aussicht (A Room with a View)
- 1987: Maurice
- 1988: Eine Handvoll Staub (A Handful of Dust)
- 1990: Stauffenberg – Verschwörung gegen Hitler (The Plot to Kill Hitler)
- 1991: Engel und Narren (Where Angels Fear to Tread)
- 1991: Ein Traum von Liebe und Tod (Una questione privata)
- 1992: Flucht in die Wüste (The Sheltering Desert)
- 1992: Verhängnis (Damage)
- 1992: Inspektor Morse, Mordkommission Oxford (Inspector Morse, Fernsehserie, 1 Folge)
- 1994: Unter Beschuss (Open Fire)
- 1994: King George – Ein Königreich für mehr Verstand (The Madness of King George)
- 1995: Der Schlaf der Gerechtigkeit (The Innocent Sleep)
- 1996: Der kleine Unterschied (Different for Girls)
- 1996: Intimate Relations
- 1996: Die Herrin von Wildfell Hall (The Tenant of Wildfell Hall)
- 1997: Hering auf der Hose (The Revenger’s Comedies)
- 1997: Bent
- 1997: Mrs. Dalloway
- 1999: Alle meine Lieben (Vsichny moji bliczi)
- 1999: Meine Liebe zu Joseph Lees (Dreaming of Joseph Lees)
- 1999: Cleopatra
- 2000: Zimmer gesucht (Room to Rent)
- 2002: The Forsyte Saga
- 2002: Extreme Ops
- 2005: Spooks – Im Visier des MI5 (Fernsehserien, Folge 4x03 Gefahr von Rechts)
- 2005: Rag Tale
- 2005: V wie Vendetta (V for Vendetta)
- 2006: Son of the dragon
- 2007: Sterben für Anfänger (Death at a Funeral)
- 2007: Intervention
- 2008: Agatha Christie’s Marple (Fernsehserie, 1 Folge)
- 2010: Kommissar Wallander: Der Mann, der lächelte (Wallander, Fernsehserie, Folge 2x02 The Man Who Smiled)
- 2010: Law & Order: UK (Fernsehserie, Folge 3x03)
- 2010: We Want Sex (Made in Dagenham)
- 2010: Single Father (Miniserie)
- 2010: New Tricks – Die Krimispezialisten (New Tricks, Fernsehserie, Folge 7x06)
- 2010–2017: Sherlock (Fernsehserie, 14 Folgen)
- 2011: Death in Paradise (Fernsehserie, Folge 1x01)
- 2011: Scott & Bailey (Fernsehserie, 5 Folgen)
- 2012: Lewis – Der Oxford Krimi (Fernsehserie, 1 Folge)
- 2012: Doctor Who (Fernsehserie, Folge 7x02)
- 2012: Air Force One Is Down (Fernsehfilm)
- 2012: Fast Girls
- 2013: The White Queen (Fernsehserie, 5 Folgen)
- 2014: Die Verschwörung – Tödliche Geschäfte (Turks & Caicos, Fernsehfilm)
- 2014: Die Verschwörung – Gnadenlose Jagd (Salting the Battlefield, Fernsehfilm)
- 2015: Rosamunde Pilcher – Ein einziger Kuss (Fernsehfilm)
- 2016: The Family (Fernsehserie, 12 Folgen)
- 2016: Sacrifice – Todesopfer (Sacrifice)
- 2018: Krypton (Fernsehserie)
- 2018: Swimming with Men
- 2019: The War of the Worlds – Krieg der Welten (The War of the Worlds, Miniserie)
- 2020: Emma
- 2020: Riviera (Fernsehserie, 8 Folgen)
- 2021: McDonald & Dodds (Fernsehserie, 1 Folge)
- 2022: Dalíland